# 2 tone (musique)
Cet article concerne le sous-genre musical. Pour le label homonyme, voir 2 Tone Records.
Genres dérivés
Third wave ska, ska punk
2 tone (two tone ou second wave ska) est un sous-genre et mouvement musical rattaché au style ska ayant émergé à la fin des années 1970 au Royaume-Uni, mené par le claviériste Jerry Dammers et son groupe The Specials. Il mélange musique ska traditionnelle aux éléments musicaux, à l'énergie et à l'attitude du punk rock,. Le nom provient du label fondé par Dammers, 2 Tone Records. Bien que le ciblage commercial du 2 tone se limite exclusivement au Royaume-Uni, il influence durablement les mouvements ska de divers pays tels que l'Allemagne (Blechreiz, El Bosso & die Ping-Pongs, No Sports, Ngobo Ngobo, The Busters, Dr. Ring-Ding & The Senior Allstars), les Pays-Bas (Mr. Review), la France (Skarface, Skaferlatine, Two Tone Club, Los Tres Puntos), ou encore l'Espagne (Ska-P, Skalariak) ainsi que le ska punk américain (third wave ska) dans les années 1980 et 1990,.

## Histoire
La musique 2 tone est lancée par de jeunes musiciens originaires de Coventry, en Angleterre, ayant grandi sous l'influence de la musique jamaïcaine. Ils s'inspirent du ska, du reggae et du rocksteady qu'ils mélangent à des éléments de punk rock, pop ou new wave. Les groupes classés dans le genre incluent : The Specials, The Selecter, The Beat, Madness, Bad Manners et The Bodysnatchers.
Le terme est lancé par le claviériste de The Specials, Jerry Dammers qui, avec l'aide de Horace Panter et du designer et graphiste John « Teflon » Sims, crée le logo iconique du ska Walt Jabsco (un homme en costume noir, chemise blanche, cravate noire et chaussettes blanches) pour représenter le genre 2 Tone. Le logo s'inspire de la première couverture d'un album de Peter Tosh, dans une nuance en noir-et-blanc,,. La plupart des groupes du genre sont signés par 2 Tone Records. Parmi les autres labels associés au style 2 Tone, Stiff Records ou encore Go Feet Records sont les plus connus.
Le 1er octobre 2010, un musée 2 tone est construit à la Coventry University Students' Union, avant d'être délocalisé en août 2011 à Stoke, Coventry.

## Groupes et artistes
Les représentants du style 2 tone sont avant tout les artistes du label 2 Tone Records : The Specials (ou The Special AKA), The Selecter, Madness, Bad Manners, The Beat, The Bodysnatchers, The Swinging Cats, The Apollinaires (en), JB's Allstars, The Higsons (en) et The Friday Club. Certains titres d'artistes tels que Elvis Costello & the Attractions, Joe Jackson (Pretty Boys), The Clash (Wrong 'Em Boyo) ou Dexys Midnight Runners (Geno) peuvent être rattachés au style 2 Tone.